# Horatio Scott Carslaw
Horatio Scott Carslaw (* 12. Februar 1870 in Helensburgh in Dunbartonshire, Schottland; † 11. November 1954 in Burradoo, New South Wales, Australien) war ein schottischer Mathematiker, der sich besonders mit Analysis beschäftigte.
Carslaw war der Sohn eines freikirchlichen Pfarrers (Free Church Minister) und studierte ab 1887 Mathematik und Physik (neben Philosophie, Latein und Griechisch) in Glasgow, wo er auch zur Schule gegangen war. 1891 erhielt er seinen Master-Abschluss mit Bestnoten und besuchte dann das Emmanuel College an der Universität Cambridge, wo er 1894 abschloss (als Fourth Wrangler). 1896 war er Lecturer an der Universität Glasgow. 1896/97 besuchte er die Universitäten von Göttingen (Arnold Sommerfeld), Rom und Palermo. 1899 bis 1905 war er Fellow des Emmanuel College, lehrte aber in Glasgow. 1898 erhielt er seinen Master-Abschluss in Cambridge und 1908 einen Doktortitel (Sc.D.).
1903 ging er nach Australien, wo er an der Universität Sydney Professor für Mathematik wurde. Neben dem Aufbau der Universitätsausbildung kümmerte er sich auch um den Mathematikunterricht in Schulen, nachdem er schon in Glasgow Inspektor des mathematischen Schulunterrichts war.
Carslaw beschäftigte sich vor allem mit Fourierreihen und ihrer Anwendung in der Wärmeleitung und trug auch zur Verbreitung der Laplacetransformation (die in Deutschland damals Gustav Doetsch ausbaute), die dem Operatorkalkül von Oliver Heaviside eine mathematisch exakte Grundlage gab und viele Anwendungen in der Technik hatte, mit seinen Vorlesungen und seinem Buch mit Jaeger bei. Sein Lehrbuch über die Fouriertransformation war ebenfalls sehr verbreitet. Es war im englischsprachigen Raum ein frühes Buch über modernere reelle Analysis.
Er war Mitglied der Royal Society of Edinburgh und der von New South Wales. Er war Ehrendoktor der Universitäten Adelaide und Glasgow (in Jura).

## Schriften
- An introduction to infinitesimal calculus, 1905
- Introduction to the theory of Fourier's series and integrals and the mathematical theory of the conduction of heat, London 1906, 2. Auflage 1921 (wobei die Behandlung der Wärmeleitung abgetrennt wurde), Archive
- The Elements of Non-Euclidean Plane Geometry and Trigonometry, London 1916
- mit John Conrad Jaeger: Operational methods in applied mathematics, 1941, 1948
- mit Jaeger: Conduction of Heat in Solids, Oxford 1947, 1959